# Horloge médiévale de la cathédrale Saint-Pierre de Beauvais
L'horloge médiévale de la cathédrale de Beauvais est la plus ancienne horloge médiévale à carillons toujours en état de marche.

## Historique
Sa construction a été financée par un chanoine du chapitre cathédral du nom d'Etienne Musique mort en 1323/24. Cette horloge « en coin » terminée en 1305 et a été réparée une première fois en 1387.
L'horloge a été classée monument historique, au titre d'objet, le 24 avril 1925.
Une restauration a été faite en 1976 par un horloger beauvaisien.

## nouveautés
L'horloge se trouve non loin de l'horloge astronomique, dans la chapelle Sainte-Thérèse dans la partie nord du déambulatoire, contre le mur de la sacristie et la salle du trésor.
Un escalier de pierre permet d’accéder à ses mécanismes. Elle se compose de trois parties principales :
- Un support creux en pierre, de forme hexagonale, décoré de petites fenêtres et d’arcatures sculptées. C’est à l’intérieur de ce support que descendent les poids de l’horloge (XIVe siècle).
- La cage de bois, qui se trouve en encorbellement, contient les rouages de l’horloge. Une partie de cette cage et des mécanismes date du XIVe siècle. Par contre, la façade, ornée d’anges supportant le cadran (refait au XVIIIe siècle) a été peinte ou repeinte au XVe siècle.
- Un campanile de bois, restauré récemment, dans lequel se trouve la cloche des heures, donnée au début du XVe siècle par Étienne Musique.
- Le cadran soutenu par des anges indique les heures et les phases de la lune ; au-dessus entre deux anges figurent les armes du roi de France, au-dessous figurent les armes du chapitre cathédral.
- Le carillon est actionné par un clavier de douze touches qui transmettent le mouvement à des marteaux situés au-dessus de la cage de l'horloge. Il peut jouer des airs différents selon les fêtes liturgiques, juste avant la sonnerie des heures[3]

Cette horloge indique la position de la lune et carillonne avec des chants religieux différents en fonction des saisons. Elle culmine à 5 m au-dessus du sol.
Le mécanisme se compose de trois moteurs : un qui commande les minutes et les heures, un qui actionne le carillon quart, demi et trois quarts d'heures et les mélodies et un qui actionne la cloche des heures. Il existe huit mélodies qui changent au cours de l'année, selon les périodes liturgiques.

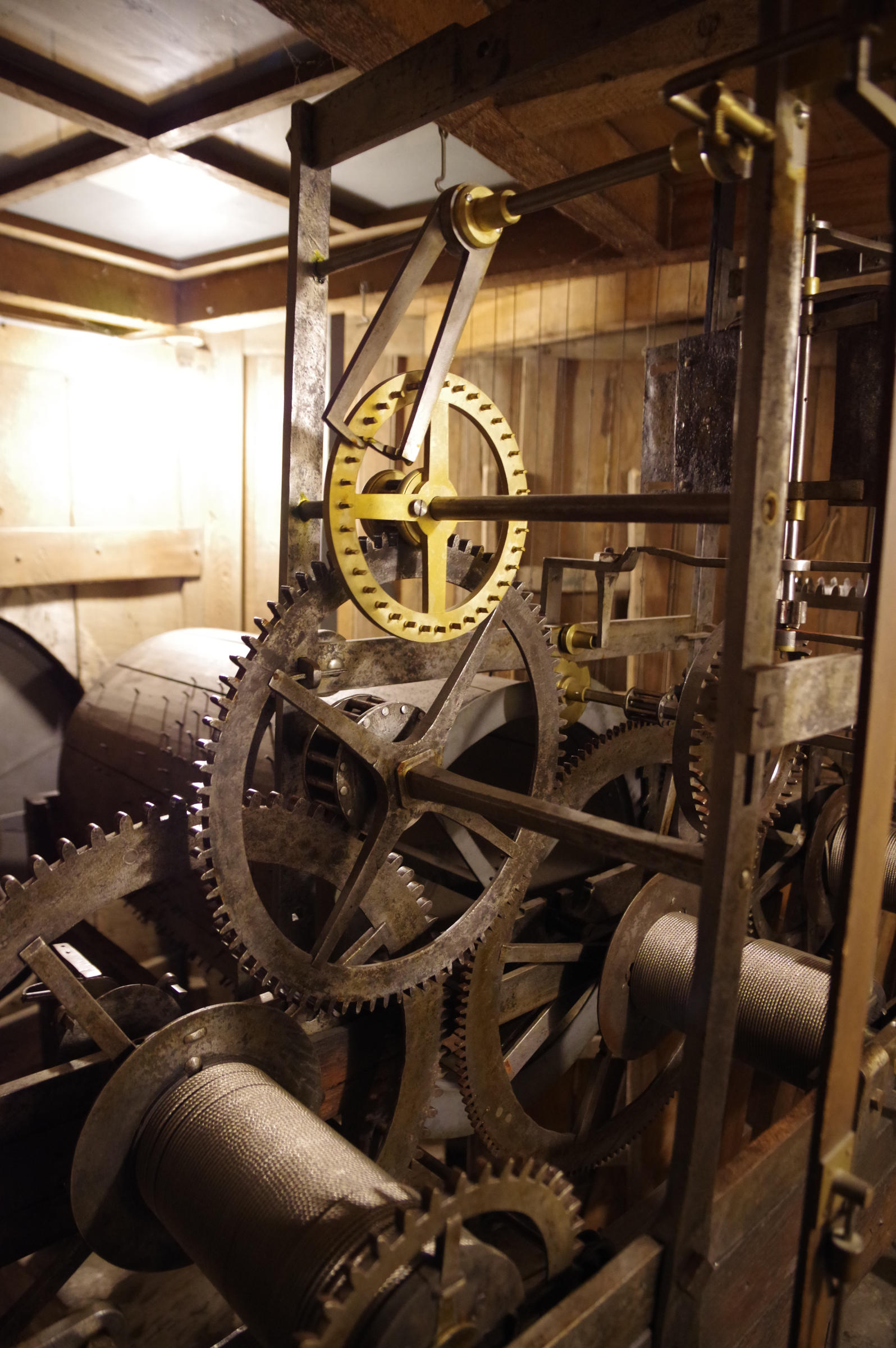
Moteur du mouvement de l'horloge à carillon de la cathédrale de Beauvais

Au pied de l'horloge, sous un dais sculpté a été placé un Ecce Homo polychrome.